# Detlof Odelstierna
Detlof Odelstierna, född 18 maj 1817 i Risinge socken, Östergötland, död 5 augusti 1892 i Göteborg, var en svensk militär, ritlärare och konstnär. 
Han var son till bergmästaren Detlof Odelstierna och Fredrica Broms. Vid sidan av sin militära bana som major arbetade Odelstierna som lektor i matematik och geometri vid Chalmerska slöjdskolan i Göteborg. Han valdes in i Göteborgs kungliga vetenskaps- och vitterhetssamhälle 1862 och blev ledamot av Krigsvetenskapsakademien 1863. Vid sidan av sina officiella uppdrag var han verksam som tecknare.